# 彭欣力
彭欣力（1991年7月22日—），出生于成都，中国足球运动员，司职中场，现在效力中超球队青岛海牛。

## 简介
彭欣力小时候在成都市足协德瑞培训中心接受培训，在培训中心安排下彭欣力曾被送到法国球队梅斯试训但最终未能留下。2008年彭欣力进入成都谢菲联一线队但出场机会不多。2009年，彭欣力入选中国国青队，作为绝对主力参加了亚青赛小组阶段比赛。
2011年成都谢菲联重返中超联赛后，彭欣力成为球队主力出场23次打进两球。
2011年12月26日，彭欣力和赵旭日、李建滨、荣昊一起转会加盟中超卫冕冠军广州恒大。其中彭欣力和成都队队友李建滨以700万元捆綁转会。2013年7月10日，他在足协杯第四轮梅开二度，第一次代表广州恒大在正式比赛中取得进球，帮助球队7比1击败中乙联赛球队大理锐龙。第二年，在恒大未能得到太多表现机会的彭欣力正式租借回归成都谢菲联。
2014赛季，彭欣力租借中乙球队梅州五华；2015及2016赛季，租借至中超球队重庆力帆。2017赛季，与恒大合同到期的彭欣力自由转会重庆力帆，逐渐成为球队主力并披上10号球衣。2019年7月，彭欣力在二次转会中加盟上海绿地申花，2023年7月被租借至青岛海牛。